# Lithophane ingrica
Lithophane ingrica là một loài bướm đêm trong họ Noctuidae.